# Desmoncus giganteus
Desmoncus giganteus är en enhjärtbladig växtart som beskrevs av Andrew James Henderson. Desmoncus giganteus ingår i släktet Desmoncus och familjen Arecaceae. Inga underarter finns listade i Catalogue of Life.